# Sazlijka
Sazlijka (Сазлийка) nebo také Rakitnica (Ракитница) je řeka v Bulharsku. Je dlouhá 145 km a vlévá se do Marice. Průměrný průtok je 18 m³/s.
Sazlijka teče na území Starozagorské oblasti a Chaskovské oblasti. Pramení u vesnice Kazanka v pohoří Sredna gora v nadmořské výšce 651 m. V Hornotrácké nížině protéká městy Radnevo a Galabovo. Nejdelším přítokem je Ovčarica. Podél toku se nacházejí lužní lesy s topoly a vrbami.
Název řeky je odvozován od tureckého výrazu pro orobinec saz.